# Hernandia sonora
Espèce
Hernandia sonora est une espèce de la famille des Hernandiaceae. Il est aussi dénommé Mirobolan, Bwa mabri
Jack-in-the-box tree ou Mago aux Antilles.

## Description

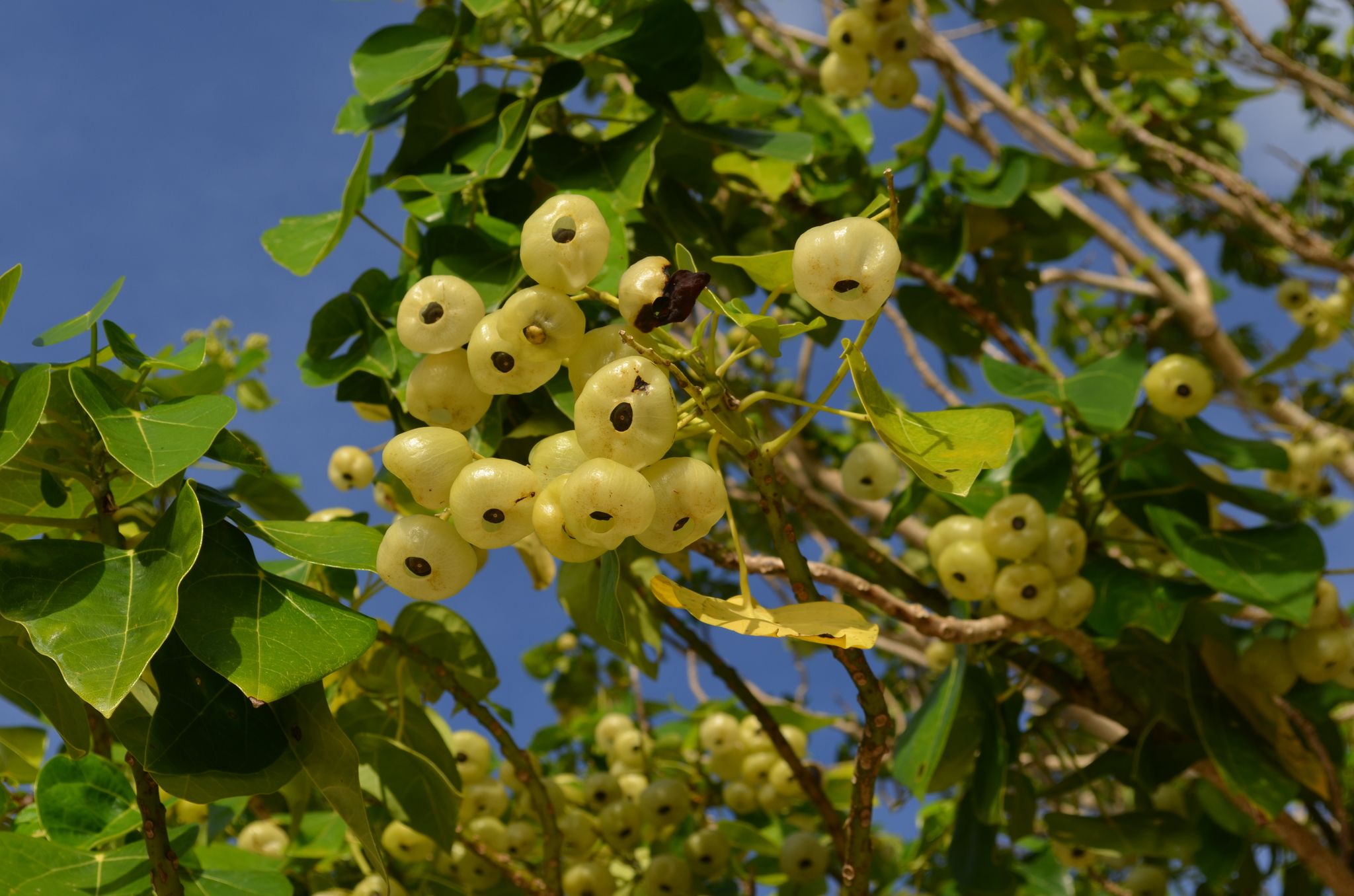
Rameau portant de fruits

Hernandia sonora est un grand arbre pouvant atteindre 25 m de haut. Ses feuilles sont simples et alternes, assez grandes de 12-25 cm de long par 7-16 cm de large, cordiformes et rougeâtres près du pétiole. Les fruits noirâtres, inclus dans l’involucelle jaune verdâtre cartilagineux donnant l’aspect d’une lanterne chinoise. Les fleurs forment une grappe jaunâtre. Le fruit est une drupe. Une membrane entoure le fruit qui est percé par un orifice au sommet qui a la particularité d'émettre un sifflement quand il y a du vent.
Hernandia sonora est une espèces dioIque, avec des arbres mâles et des arbres femelles.

## Répartition et habitat
Hernandia sonora est présent au Mexique et aux Caraïbes.
On le trouve dans les forêts littorales sur sable et dans les forêts hygrophiles.

## Utilisations
- Usage ornemental : il peut être planté en sujet isolé.
- Autres usages : la graine est utilisée en artisanat. Le calice des fleurs est utilisé pour une liqueur. Le suc des feuilles  comme dépilatoire[1].

## Systématique
Le nom correct complet (avec auteur) de ce taxon est Hernandia sonora L..
Ce taxon porte en français le nom vernaculaire ou normalisé suivant : mirobolan.
Hernandia sonora a pour synonymes :
- Hermandia sonora L.
- Hernandezia sonora (L.) Hoffmanns.
- Hernandia peltata Sessé & Moc.
- Hernandia sonora subsp. guadeloupensis Meisn., 1864
- Hernandia sonora var. guadeloupensis Meisn.

### Étymologie
Le nom de genre Hernandia vient de Francisco Hernandez, physicien, botaniste, médecin espagnol. Le nom d'espèce sonora provient probablement du sifflement qu'il émet quand il y a du vent